# 莊又齊
莊又齊（1995年8月14日—）為臺灣男子籃球運動員，場上位置為前鋒。莊又齊是淡水人，出身竹林高中與中國文化大學，曾出演2019年電影《下半場》的光誠隊長，2019年8月參加超級籃球聯賽新人選秀會但落選，2021年8月加盟超級籃球聯賽桃園璞園建築，2022年7月合約被彰化柏力力接手。

## 演出作品
| 年份 | 標題       | 角色   | 參考  |
| ---- | ---------- | ------ | ----- |
| 2019 | 《下半場》 | 高士承 | [ 4 ] |

## 外部連結
- 莊又齊的Instagram帳戶
- 莊又齊在Eurobasket.com（球員）（英语）